# Hermann Knoll (Priester)

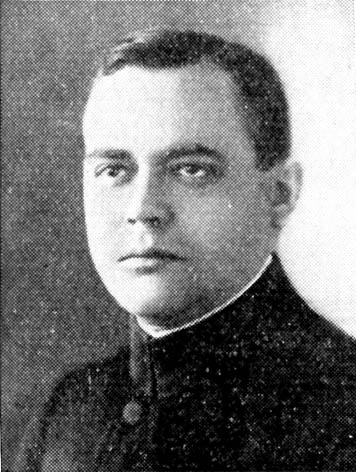
Spiritual Hermann Knoll

Hermann Knoll (* 5. Juli 1897 in Ludwigshafen am Rhein; † 20. Februar 1935 in Quirnheim, Ortsteil Boßweiler) war ein Priester der Diözese Speyer sowie Spiritual und geistlicher Leiter des Ordens der Hildegardis-Schwestern vom Katholischen Apostolat. Im Ersten Weltkrieg hatte man ihm hohe Auszeichnungen verliehen, da er als bayerischer Offizier einen Sturmangriff anführte, wobei er schwerste Verwundungen erlitt, die irreparable Gesundheitsschäden und eine Behinderung verursachten.

## Leben

### Familie
Er war der Sohn des Ludwigshafener Oberlehrers Valentin Knoll und dessen Ehefrau Maria Rosa, geborene Thomas. Beide Eltern stammten aus Herxheim bei Landau und Hermann hatte noch vier Geschwister, wobei der älteste Bruder Albert Knoll ebenfalls Priester wurde. Der Vater Valentin Knoll zählte zu den bekanntesten katholischen Laien seiner Zeit im Bistum Speyer, weshalb über ihn 1925 eine eigene Biografie erschien.

### Frontoffizier
Knoll wollte Priester werden und studierte Theologie. 1916 unterbrach er das Studium zum Kriegsdienst in der Bayerischen Armee und durchlief seine militärische Ausbildung beim 17. Infanterie-Regiment „Orff“ in Germersheim. Noch im gleichen Jahr rückte er als Angehöriger dieses Truppenteils an die Westfront ab. Der Nachruf hält diesbezüglich fest: „Tapferkeit und treue Pflichterfüllung zeichneten ihn aus, sein echt kameradschaftliches, aufopferndes Wesen machte ihn bei Vorgesetzten und Kameraden sehr beliebt.“ In rascher Beförderung wurde Knoll deshalb Leutnant und Kompanieführer. Als er bei der Frühjahrsoffensive 1918 im Raum Montdidier-Noyon seine Kompanie zum Sturmangriff führte, erhielt der Offizier einen lebensgefährlichen Steckschuss ins Herz, sowie eine schwere Beinverwundung. Knoll berichtet in dem Buch „Die Pfälzer Theologen im Weltkrieg“ ausführlich über seine Kriegserlebnisse. Zur Verwundung schreibt er: 

„Befehlsgemäß stürme ich mit meinem Zug der kaum noch 12 Mann zählt, unter schwerem Feuer die deckungslose Anhöhe hinan. Ich schicke mich zum kurzen Sprung an. Da – ein scharfer Schlag an mein Kinn, stechender Schmerz in der Brust, Blut schießt in schwarzem Stoß aus einer Halswunde. „Gott steh mir bei, ich bin getroffen!“ Doch niemand hört es mehr, vorwärts waren meine Braven gestürmt. Mühsam kann ich noch einen Notverband an meine Halswunde legen, ein paar Schritte vermag ich noch hinter ein Gebüsch zu kriechen – dann wird es schwarze Nacht um mich. Als ich wieder zu mir komme ist ein mir unbekannter Leichtverwundeter bemüht, das rinnende Blut zu stillen.“

 Leutnant Hermann Knoll wurde in der Nacht von einer Sanitätskolonne geborgen und im Felde operiert. Wie durch ein Wunder überlebte er, noch lange zwischen Tod und Genesung schwebend. Für seine Tapferkeit zeichnete man ihn unter anderem mit dem Eisernen Kreuz I. Klasse und dem Militärverdienstorden aus, überdies erhielt er das Verwundetenabzeichen.

### Priester und Spiritual
Knoll kehrte als Kriegsversehrter in die Heimat zurück. Wegen seiner schweren Herzverletzung war er körperlich kaum belastbar, außerdem blieb ein Bein verkürzt, was eine Gehbehinderung bedingte. Trotzdem nahm er das Theologiestudium wieder auf und wurde 1922 im Speyerer Dom von Bischof Ludwig Sebastian zum Priester geweiht. Der Geistliche merkt dazu selbst an: „Durch Gottes Fügung blieb ich trotz des Hals-Brust-Steckschusses im Herzbeutel am Leben und darf heute meinem Gott am Altare danken, für die fast wunderbare Errettung aus großer Gefahr, bei meinem letzten Sturm.“

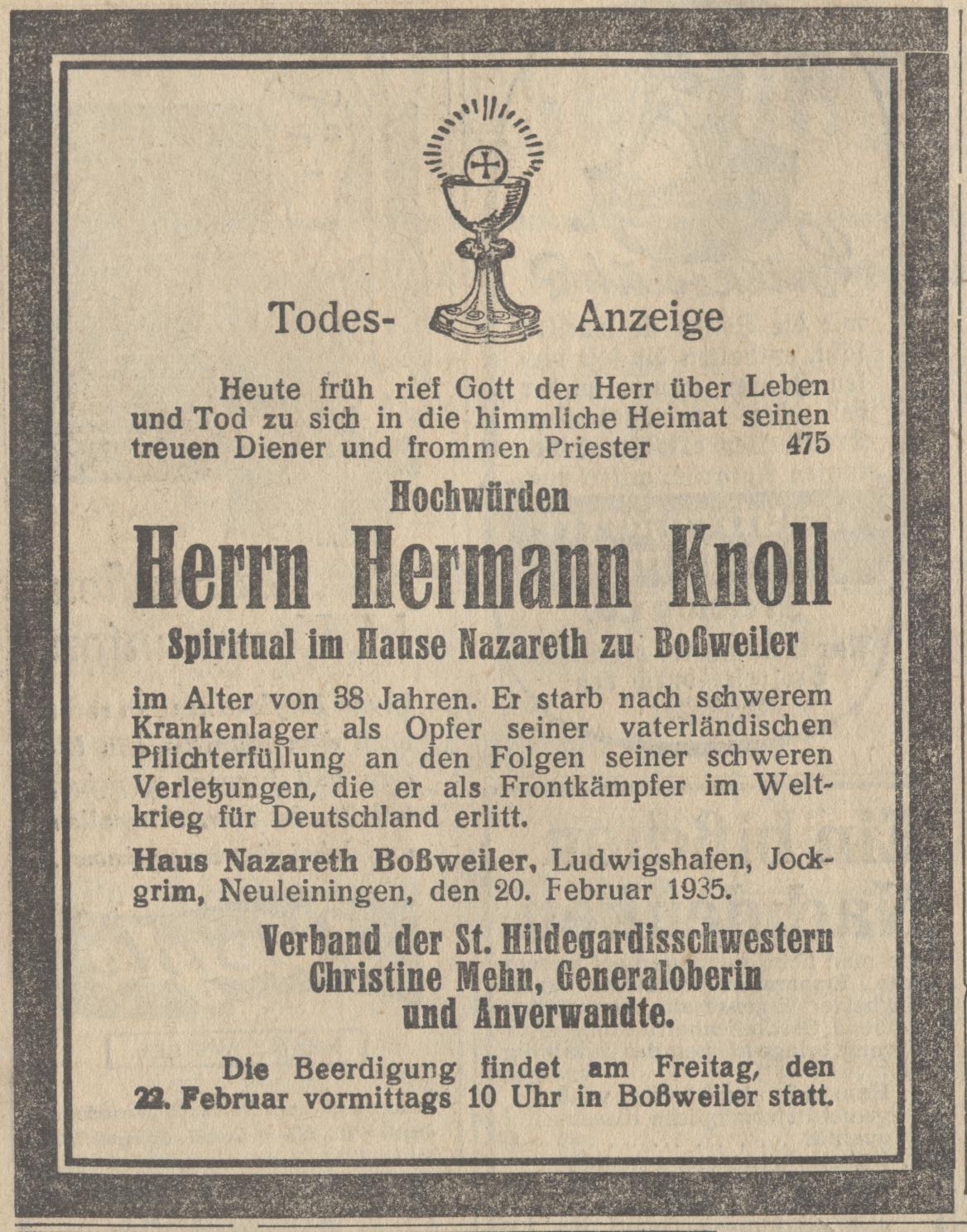
Todesanzeige von Spiritual Hermann Knoll, Der Pilger, Nr. 8, von 1935

Von 1922 bis 1927 wirkte der Jungpriester als Kaplan in Blieskastel, wo er die Pfarrei wegen Erkrankung des Pfarrers fast allein führen musste. Wegen zunehmender gesundheitlicher Beschwerden versetzte man Knoll als Spiritual und geistlichen Leiter in das Mutterhaus des damals neu gegründeten Ordens der Hildegardis-Schwestern vom Katholischen Apostolat. Dieses befand sich in Quirnheim bei Grünstadt, im Ortsteil Boßweiler und hieß „Haus Nazareth“. Der Gründer und geistliche Vater, Pater Adolf Panzer, war 1925 verstorben und die Schwestern bedurften dringend spiritueller Leitung. Hauptsächlich in der hiesigen Diözese ansässig, sollte die Gemeinschaft außerdem enger an den bischöflichen Stuhl von Speyer angeschlossen werden. Jene Aufgaben übernahm Kaplan Knoll von 1927 bis zu seinem Tode 1935. Er hat den jungen Orden konsolidiert, spirituell geprägt und wurde ihm quasi ein zweiter Gründer. Der Priester litt jedoch zunehmend an seiner Kriegsverwundung von 1918 und starb schließlich unmittelbar an deren Folgen.
Der Speyerer Bischof Ludwig Sebastian erwies ihm zur Beerdigung auf dem Friedhof von Quirnheim persönlich die letzte Ehre, ebenso viele seiner Kriegskameraden und die von ihm betreuten Schwestern. Der Pilger Nr. 8 vom 24. Februar 1935 würdigt den Priester mit den Worten: „Ein tapferer deutscher Offizier, ein vorbildlicher Priester, ein großer Dulder und gotterfüllter Beter – so lebt Spiritual Knoll in unserem Gedächtnis fort. Unvergessen wird bleiben was er, obwohl immer schwerer an den Folgen seiner Kriegsverletzung leidend und den Tod vor Augen, noch Großes geleistet hat.“
Hermann Knoll wurde neben dem Ordensstifter Adolf Panzer in Quirnheim beigesetzt. Als die Schwestern ihr Mutterhaus nach Gimmeldingen, ins Kloster Hildenbrandseck, verlegten, bettete man beide Tote – als die Gründerväter der Kommunität – am 29. Oktober 1959 dorthin um.